# ابراهیم برماوی
ابراهیم بَرماوی با لقبِ برهان‌الدین (؟ - ۱۶۹۵م) (نسب: ابراهیم بن محمّد بن شهاب‌الدین بن خالد، برماوی انصاری احمدی) فقیه شافعی مصری در سدهٔ هفدهم میلادی/ دوازدهم هجری و شیخ الازهر بود. نسبتش به روستای بِرمَه/برما در استان غربیه مصر است. آثاری نگاشت که بیشتر حاشیه‌نویسی است: حاشیة علی شرح القرافی لمنظومة غرامی، حاشیه علی شرح فتح الوهاب لزکریا الأنصاری، حاشیه علی شرح الرحبیة، حاشیة علی شرح غایة التقریب.